# Gare de Tavigny
La gare de Tavigny est une ancienne gare ferroviaire belge de la ligne 163, de Libramont à Gouvy située à Buret, village proche de Tavigny, section de la commune de Houffalize, dans la province de Luxembourg en Région wallonne.
Mise en service en 1884 par les Chemins de fer de l'État belge, elle ferme 100 ans après.

## Situation ferroviaire
Établie à 490 m d'altitude, la gare de Tavigny était située au point kilométrique (PK) 44,70 de la ligne 163, de Libramont à Saint-Vith entre les gares de Bourcy et Limerlé, sur une section de ligne fermée en 1986.

## Histoire
La réalisation d'un chemin de fer traversant la Belgique d'ouest en est et poursuivant au-delà de Bastogne était déjà à l'étude dans les années 1860, comme constituante du réseau "Forcade" comprenant une ligne reliant d'une part Bastogne et Vielsalm à Saint-Vith (alors en Allemagne) et poursuivant de l'autre vers la frontière française près de Bouillon et Sedan,.
À la mort d'Eugène Forcade, l'homme d'affaires Simon Philippart rachète la concession et cherche à l'utiliser pour obtenir l'autorisation de réaliser un autre chemin de fer, de direction nord-sud, reliant les mines de fer du Grand-duché de Luxembourg aux industries lourdes de la région de Charleroi. Cette combinaison conduira en 1873 au rachat de la Grande compagnie du Luxembourg, exploitant des lignes Bruxelles - Arlon et Libramont - Bastogne, ainsi qu'à la concession aux sociétés de Philippart d'un ensemble de lignes comprenant une liaison Bastogne - Gouvy ; les lignes concédées étant rachetées par les Chemins de fer de l'État belge à leur livraison. La faillite de Phillipart survient en 1878, alors que la construction de la ligne de Gouvy n'avait pas encore commencé, et c'est finalement en 1884 que la section de ligne passant par Tavigny entre en fonction.
La station de Tavigny est mise en service le 20 février par les Chemins de fer de l'État belge. La ligne est complétée jusque Gouvy le 26 octobre 1885. Le bâtiment de gare plan type 1873 dont elle dispose comprend un magasin pour les colis et petites marchandises en lieu et place d'une halle aux marchandises distincte.
En 1885, Tavigny a le statut de station et Bourcy est une halte gérée depuis Tavigny. La situation est inversée en 1889, Tavigny devient une halte administrée depuis la gare de Bourcy, tout comme la halte de Limerlé.
Les Chemins de fer de l'État belge, future SNCB, songent au début du XXe siècle à allonger des voies de garage de la ligne, encore à simple voie, pour y faire circuler des trains de marchandises de fort tonnage. La ligne sera mise à deux voies par les Allemands vers 1915 mais la seconde voie sera déposée en 1936.
La voie de croisement, visible sur une série de clichés d'époque, disparaît à son tour et le service des marchandises, mentionné en 1926, est supprimé avant la fermeture aux voyageurs de la halte de Tavigny lors de l'entrée en vigueur du plan IC-IR le 3 juin 1984.
En 1986, la SNCB ferme aux marchandises la section de Bourcy à Gouvy. La section de Bastogne à Bourcy restera utilisée jusqu'en 1991. Les rails sont démantelés en 1996 entre Bastogne et Gouvy.

## Patrimoine ferroviaire

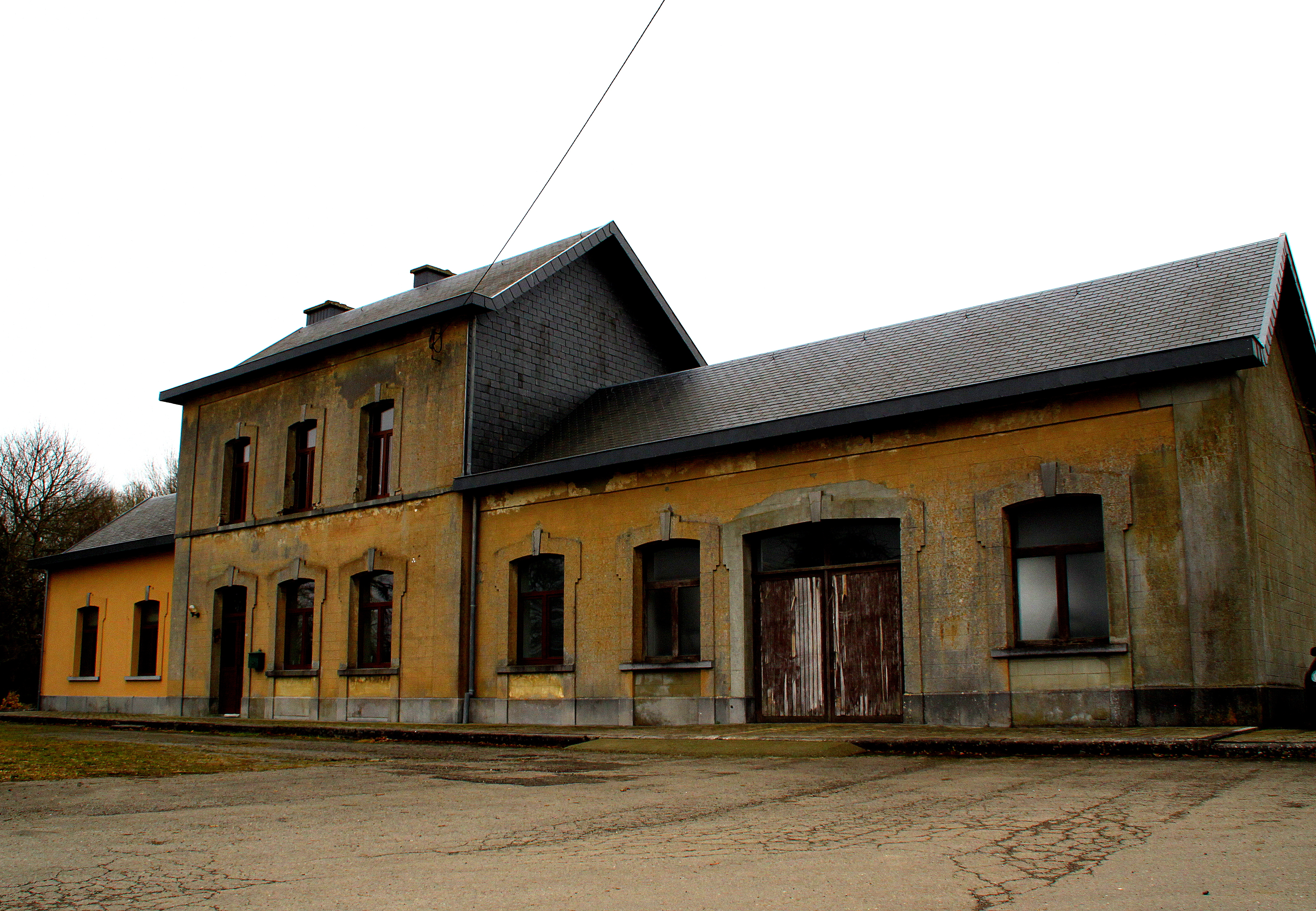
Bâtiment, vu de l'ancienne place de la gare.

Le bâtiment des recettes sert d'habitation particulière.
Tout comme les gares de Bourcy (conservé) et Limerlé (démoli), il appartient au plan type 1873 des Chemins de fer de l'État belge, avec une aile de quatre travées, disposée à droite à Tavigny et Bourcy, avec un écart plus important entre les deux travées médianes. Alors que les bâtiments de cette famille sont normalement construits en brique, fréquemment recouverte d'enduit, ces trois gares ont été réalisés en blocs de grandes dimensions. Le trafic escompté étant trop maigre, il n'y avait pas de halle aux marchandises ; ce service étant abrité dans une partie de l'aile principale.
Après sa réaffectation, les nouveaux occupants de la gare ont remplacé l'aile de service à toit plat par une aile de deux travées imitant l'aile de droite, reproduisant fidèlement les encadrement de baies au larmier caractéristique. L'aile principale possède, côté rue, une porte de plus grandes dimensions. Il pourrait s'agir soit d'une transformation réalisée après sa transformation en habitation, soit du temps de son utilisation comme gare.